# Ortodoxa kyrkor
Ortodoxa kyrkan (grekiska: Ορθόδοξη εκκλησία; kyrkslaviska: Правосла́внаѧ цр҃ковь), också kallad Östortodoxa kyrkan eller Bysantinska ortodoxa kyrkan, officiellt den Ortodoxa katolska kyrkan, är den näst största kristna inriktningen i världen, med uppemot 225-300 miljoner anhängare.
Tillsammans med de Östkatolska, Östprotestantiska, Orientaliska och "Sanna ortodoxa" kyrkorna utgör de tillsammans Östkyrkan.
Kyrkorna som ingår i den Östortodoxa kyrkan har samma läror, liturgi och kyrkorätt. Kyrkan är även en apostolisk kyrka.
Den Östortodoxa kyrkan ser sig själv som den ursprungliga kyrkan, det vill säga den kyrkan som grundades av Jesus Kristus och hans apostlar själva, som började på pingstdagen med Den Helige Andes nedstigning år 33.

## Namn
Ordet ortodox kommer från de två grekiska orden orthos ("rätt") och doxa ("tro" eller "lära").
Det ska dock understryckas med att alla kyrkor som kallar sig för ''ortodoxa'' inte är östortodoxa. De Orientaliska ortodoxa kyrkorna har vissa teologiska skillnader jämfört med de Östortodoxa och har inte varit i gemenskap med den Östliga ortodoxin sedan schismen efter konciliet i Chalkedon år 451.
Det finns också några Östortodoxa kyrkor som inte är i gemenskap med andra Östortodoxa kyrkor (se Östortodoxa kyrkosamfund nedan). Ett exempel är de gammaltroende, som splittrades (se raskol) från den Rysk-ortodoxa kyrkan under 1600-talet, då patriark Nikon villa skapa enhetlighet mellan den Grekisk-ortodoxa och Rysk-ortodoxa kyrkans praktiker. Detta vägrade de gammaltroende att acceptera.

## Historik
Det romerska rikets huvudstad flyttades från Rom till Konstantinopel år 330, då staden även fick den officiella beteckningen Nya Rom. Därför kallar sig även den östortodoxa kyrkan "romersk", en terminologi som kan verka särskilt förvirrande då östortodoxa kyrkan även kallar sig "katolsk". I det heliga landet har detta symbolspråk fått särskilt tydliga uttryck, inte minst genom att det är de ortodoxa ("grekerna", "katolikerna" eller "romarna") som sedan sekler har huvudansvaret för till exempel Heliga gravens kyrka i Jerusalem och Födelsekyrkan i Betlehem. Romersk-katolska kyrkan benämns där av många som "latinarna".[källa behövs]

### Bitter kamp mellan öst och väst
"Du har gjort din kyrka till satans synagoga." Så skrev påven i ett brev till patriarken av Konstantinopel för omkring tusen år sedan. Genom historien har det varit motsättningar och fiendskap mellan de ortodoxa och katolska kyrkorna. 
På ett stort kyrkomöte år 451 bestämdes det att biskopen i Rom och patriarken i Konstantinopel skulle ha samma ställning. Först på 500-talet blev biskopen i Rom erkänd som "den främste bland alla kristna biskopar". Hundra år senare kallades han allmänt för påve och var katolska kyrkans självklare ledare. Men de östortodoxa ville absolut inte acceptera påven som sin ledare. Patriarken i Konstantinopel var själv en mäktig man och ansåg att hans kyrka var den enda sanna kyrkan. Patriarken tyckte att påven borde ändra katolska kyrkans lära.

### Östliga schismen
Fram till 1054 var den östortodoxa och romersk-katolska kyrkan en och samma kyrka (den enda, heliga, katolska och apostoliska kyrkan).
Trots att kristna i öst och väst ursprungligen delade samma tro, började de två sidorna separera efter det sjunde ekumeniska konciliet 787. 
1054 skedde den stora schismen då öst och väst splittrades från varandra.

### De sju ekumeniska koncilierna
| Exempel på hur en ikon ser ut. Denna föreställer det första konciliet i Nicaea. |  | Mosaik föreställande Jesus inne i Hagia Sofia i Istanbul, Turkiet. |
| Exempel på hur en ikon ser ut. Denna föreställer det första konciliet i Nicaea. |  | Mosaik föreställande Jesus inne i Hagia Sofia i Istanbul, Turkiet. |

Under den tidiga kyrkan uppstod det många läror som stämplades som villoläror. För att dessa läror skulle bekämpas sammankallades det mellan åren 325 och 787 olika kyrkomöten som kallas för "de sju ekumeniska koncilierna".
De sju ekumeniska koncilierna:
- Första konciliet i Nicaea
- Andra konciliet i Konstantinopel
- Konciliet i Efesus
- Konciliet i Chalkedon
- Andra konciliet i Konstantinopel
- Tredje konciliet i Konstantinopel
- Andra konciliet i Nicaea

Den östortodoxa kyrkan erkänner, liksom romersk-katolska kyrkan, de sju ekumeniska koncilierna och dessutom Quinisextum (Konstantinopel 691).

### Osmanska riket
Under det Osmanska riket var våld mot icke-muslimer vanligt. En av de värsta sådana händelser inträffade under styret av Selim I. Dessa händelser inkluderar våld mot bland annat serber, greker och bulgarer.
Det hände bland annat för att de uttryckte sin kristna tro eller talade negativt om islam.
| Bild tagen när Kristus Frälsarens katedral i Moskva, Ryssland sprängdes år 1931. |  | Kristus Frälsarens katedral i augusti 2024. |
| Bild tagen när Kristus Frälsarens katedral i Moskva, Ryssland sprängdes år 1931. |  | Kristus Frälsarens katedral i augusti 2024. |

### Kommunismen
Efter andra världskriget hamnade alla östortodoxa länder, förutom Grekland, under Sovjetunionens makt och påverkan. Religionspolitiken varierade från land till land och förändrades över tid.
Förtrycket av östortodoxa kristna var starkast i Sovjetunionen och Albanien, men något mildare i Bulgarien.

## Läror

### Jesus Kristus
Jesus är den andra personen i Treenigheten (Guds Son). Han är helt gudomlig och fullt mänsklig. Han blev kött genom hans mor, jungfru Maria och var syndfri. Han dog på korset som människans Frälsare. Han uppstod och steg upp till himlen. Han kommer också att återvända för att döma alla människor.

### Den Helige Ande
Den Helige Ande tillhör också Treenigheten. Östortodoxa kyrkan lär ut att Den Helige Ande utgår från Fadern enbart, och inte från både Fadern och Sonen som lärs ut inom den romerska katolicismen (se Filioque).

### Jungfru Maria

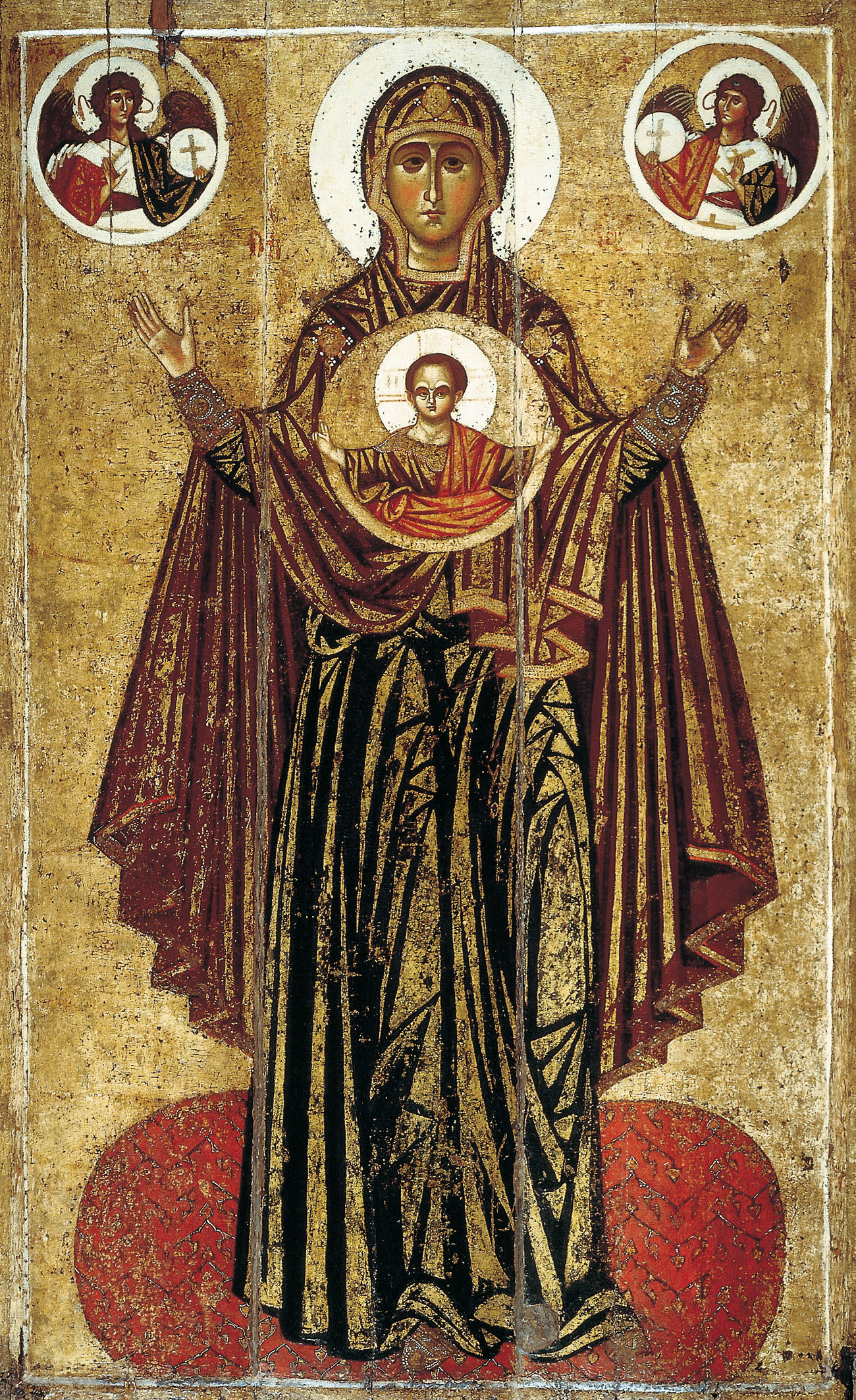
Rysk ikon vid namn Jaroslavskaja Oranta föreställande Jungfru Maria och Jesusbarnet.

Jesus mor, jungfru Maria, har den högsta nåden och blir högt hedrad i kyrkan. Dock förkastar de den romersk-katolska läran om den obefläckade avlelsen.
Inom den östortodoxa kristendomen kallas Maria för Guds Moder eller Gudaföderska, som kommer från det grekiska ordet Theotokos (Θεοτόκος). Vid kyrkomötet i Efesus år 431 definierades ordet dogmatiskt i kamp mot nestorianismen, som lär ut att Maria är Kristusföderska istället för Gudaföderska.

### Frälsning
De östortodoxa kyrkorna lär ut att en människas frälsning är en pågående process, där bland annat tron på Kristus, kyrkans mysterier (sakrament), bön, fasta, ta emot eukaristin, bikta sig och att sträva efter att älska Gud ingår. Frälsningsprocessen inom den östliga ortodoxin kallas för theosis, eller gudomliggörelse på svenska.
Begreppet theosis innebär att en ortodox troende kan "bli lik Gud" (2 Petrusbrevet 1:3-4). Detta innebär inte att en människa kan bli lik Kristus i hans väsen och natur och att man bokstavligt kan bli en gud, utan att man blir mer lik Kristus via hans gudomliga energier och nåd, enligt östortodox teologi.
Därmed innebär detta att de förkastar läror som till exempel evig säkerhet, där en person som enligt läran har blivit frälst, kommer för alltid att vara frälst även att den personen skulle leva ett syndigt liv efteråt. Denna lära finns inom många protestantiska kyrkor. På grund av skillnaderna mellan kyrkornas syn på frälsningen, har det lett till att många medlemmar av protestantismen har anklagat den östliga ortodoxin för kätteri och tvärtom.

### Ikoner
Östortodox kristendom är för många känd för sitt ikonmåleri. Ikonmåleriet ses som en helig handling där Jesus, Jungfru Maria och olika helgon avbildas. Stilen är starkt stiliserad och bibehållen genom århundraden.

## Mysterier (sakrament)

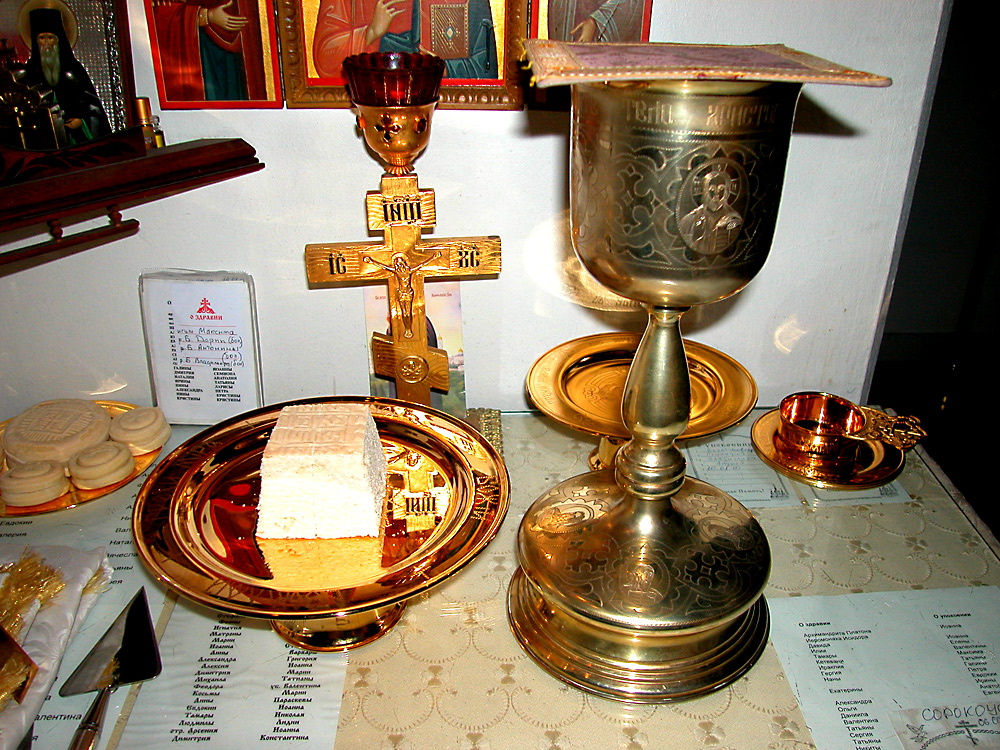
Bröd förberett för den gudomliga liturgin.

Följande sju mysterier/sakrament ingår i den östortodoxa kyrkan:
- Dop och krismering (konfirmation)
- Eukaristin
- Kyrkligt ämbete
- Bot
- De sjukas smörjelse
- Äktenskap

## Liturgi
Kyrkorummet ska gestalta och vara en försmak av himlens prakt och därför läggs stor vikt vid ritualens och inredningens estetiska former. Mässorna är mycket långa och bundna till gamla ritualer.
Mellan koret och församlingen i en östortodox kyrka finns ikonostasen, som är en skärmliknande vägg som är täckt med ikoner. Förutom i östortodoxa kyrkor förekommer den också i östkyrkan generellt.

### Språk

Fader vår på kyrkslaviska. Kyrkslaviskan har sina rötter från fornkyrkoslaviskan som skapades av missionärerna Sankt Kyrillos och Sankt Methodios under 800-talet.

Liturgiskt använder de östliga ortodoxa kyrkorna olika språk som till exempel kyrkslaviska, grekiska, rumänska och arabiska beroende på vilken kyrka.
Därmed används kyrkslaviskan inom de slavisktalande östortodoxa kyrkorna (se slavisk-ortodoxa kyrkor), som exempelvis den Polsk-ortodoxa, Rysk-ortodoxa och Serbisk-ortodoxa kyrkan, grekiskan inom bland annat Greklands kyrka, Konstantinopels ekumeniska patriarkat och Grekisk-ortodoxa kyrkan av Jerusalem och rumänskan inom den Rumänsk-ortodoxa kyrkan. Inom den Finsk-ortodoxa kyrkan används även svenskan.
När det kommer till östortodoxa kyrkor som finns i länder där majoriteten av befolkningen inte är ortodoxa kan ländernas officiella språk också användas.

## Kalender och högtider

### Kalender
Inom flera östortodoxa kyrkor används den julianska kalendern istället för den gregorianska, som används inom västkyrkan.

### De tolv stora högtiderna
Under det liturgiska året finns det tolv högtider som kallas för "De tolv stora högtiderna". Påsken ingår inte i De tolv stora högtiderna för att den kallas för "Högtidernas högtid", det vill säga att påsken är den viktigaste högtiden på året och att den har en egen kategori.
- Guds moders födelse - 8 september (n.s), 21 september (g.s)
- Det heliga korsets upphöjelse - 14 september (n.s), 27 september (g.s)
- Allraheligaste Guds moders tempelgång - 21 november (n.s), 4 december (g.s)
- Kristi födelse - 25 december (n.s), 7 januari (g.s)
- Kristi dop - 6 januari (n.s), 19 januari (g.s)
- Jesu frambärande i templet - 2 februari (n.s), 15 februari (g.s)
- Bebådelsen - 25 mars (n.s), 7 april (g.s)
- Triumfatoriska intåget i Jerusalem - söndagen före påsk
- Kristi himmelsfärd - 40 dagar efter påsk
- Pingst - 50 dagar efter påsk
- Kristi förklaring - 6 augusti (n.s), 19 augusti (g.s)
- Guds moders avsomnande - 15 augusti (n.s), 28 augusti (g.s)

### Jul
Att den julianska kalendern används inom de östortodoxa kyrkorna innebär att julen firas 13 dagar senare (det vill säga att julaftonen innfaller den 6 januari och juldagen den 7) och att östortodoxa kristna som är bosatta i väst kan få fira jul två gånger.
 

Dock har den Ortodoxa kyrkan i Ukraina bytt till det västliga datumet på grund av Rysslands invasion av landet.

Östortodoxt kors.

### Påsk
Inom den östortodoxa kristendomen börjar förberedelserna inför påsken med den stora fastan som pågår i 40 dagar. Den börjar på den rena måndagen och slutar på Lazaruslördagen.
Rena måndagen innebär att kristna renas från sina synder under fastan. Lazarus lördag infaller åtta dagar före påskdagen och betecknar slutet på den stora fastan, även att fastan fortsätter in i stilla veckan.
Efter det kommer palmsöndagen, en vecka före påsk, till minne av Jesu intåg i Jerusalem, följt av stilla veckan, som slutar på påskdagen.

#### Traditioner
Det är vanligt bland östortodoxa kristna att hälsa på varandra under påsken med en fras som kallas Påskhälsningen. Den lyder "Kristus är uppstånden!". Svaret blir "Han är sannerligen uppstånden!"
Kristus är uppstånden-frasen är också titeln på en traditionell östortodox påskpsalm som sjungs under påskgudstjänster för att fira Jesu uppståndelse. Psalmen sjungs bland annat på grekiska och ryska:
- Grekisk version
- Rysk version

I den östortodoxa traditionen är ägg en symbol för nytt liv. De första kristna använde ägg för att symbolisera Jesu Kristi uppståndelse och pånyttfödelse av troende. Vid påsken färgas äggen röda för att representera Jesu blod.

#### Påskmat
Grekisk-ortodoxa kristna bryter traditionellt fastan efter midnattsgudstjänsten. Vanlig mat är lamm, Tsoureki Paschalino och ett sött påskdessertbröd.
Serbisk-ortodoxa kristna börjar traditionellt festen efter påskdagens gudstjänster. Då brukar det förekomma aptitretare med rökt kött, ost, kokta ägg och rött vin. Måltiden består av kycklingnudlar eller lammgrönsakssoppa följt av grillat lamm.
Påskafton är en strikt fastedag för rysk-ortodoxa kristna, medan familjerna är upptagna med att förbereda påskmåltiden. Vanligtvis bryts fastan efter midnattsmässan med traditionell påskbrödkaka.

### Fasta
Inom den östortodoxa kyrkan finns det fyra fasteperioder:
- Den stora fastan eller enbart fastan.
- Apostlarnas fasta (Åtta dagar efter pingst till den 28 juni. Den avslutas med Petri och Pauli dag).
- Sömnfastan (1 augusti - 14 augusti).
- Julfastan (15 november - 24 december).

Östortodoxa kristna brukar även fasta på onsdagar och fredagar.

## Utbredning

### Sverige

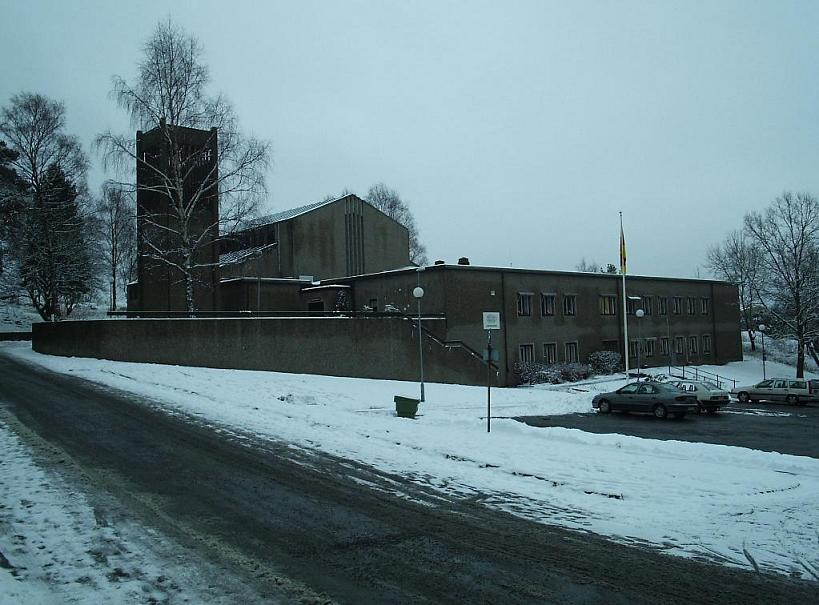
Vårfrukyrkan i Göteborg.

I Sverige har östortodoxa samfund historiskt varit små. Genom freden i Stolbova 1617 gavs Tsarryssland rätt att upprätta ett handelshus i Stockholm med tillhörande kyrkoförsamling. Kristi förklarings ortodoxa kyrka i Stockholm räknar detta som sitt upphov. Det var både den första församlingen i Sverige som stod utanför Svenska kyrkan och den första utländska grenen av rysk-ortodoxa kyrkan. På 1930-talet räknar man med att det fanns ca 500 östortodoxa bekännare i Sverige.
Till följd av invandring, från 1960-talet och framåt, är läget annorlunda idag. Östortodoxa kyrkor tillhör de största frikyrkorna i landet. Vid 1980-talets mitt fanns det runt 90 000 medlemmar och samfunden för inte längre en anonym tillvaro i Sverige. 
Olika kyrkor bedriver sin verksamhet i form av församlingar och kloster. Församlingar finns bland annat i Stockholm, Södertälje, Göteborg, Malmö, Uppsala, Västerås, Linköping och Umeå. Kloster finns bland annat i Bredared utanför Borås och i Grillby utanför Enköping. 
Några exempel på östortodoxa kyrkor i Sverige är:
- Vårfrukyrkan i Kortedala
- Sankt Sava serbisk-ortodoxa kyrka i Enskede gård
- Grekisk-ortodoxa kyrkan i Uppsala
- Heliga Guds moderns av Kazan rysk-ortodoxa kyrka i Västerås

### Finland

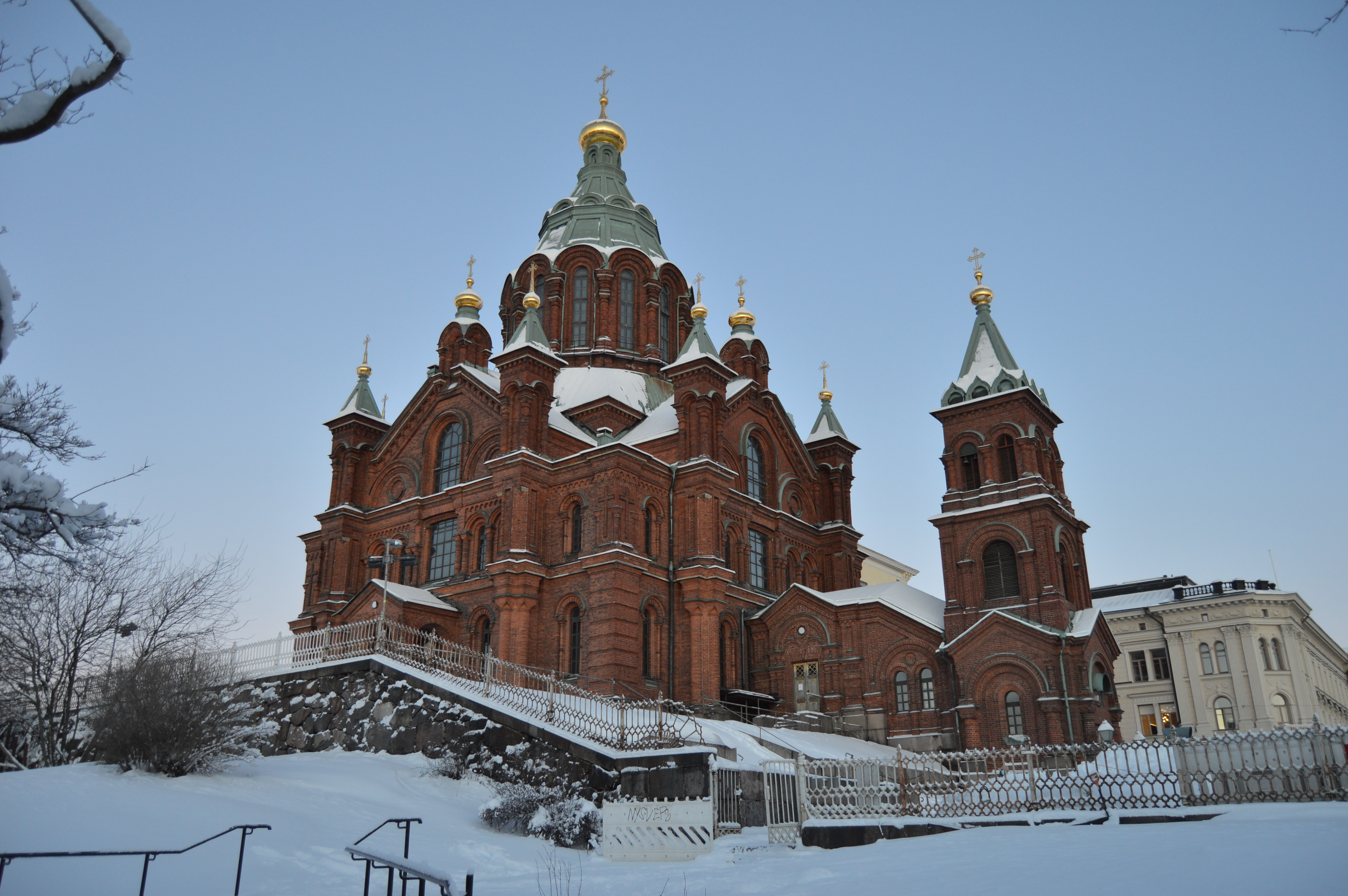
Uspenskijkatedralen i Helsingfors, Finland.

Den ortodoxa kyrkan i Finland är självständig, och är en av Finlands två folkkyrkor. Finlands ortodoxa kyrka har cirka 60 000 medlemmar och är liten jämfört med den protestantiska Evangelisk-lutherska kyrkan, som har cirka 3,8 miljoner medlemmar (2019). Det finns två ortodoxa kloster i Finland, Valamo nya kloster (för män) i Heinävesi kommun i Savolax – och Lintula kloster (för kvinnor), som också ligger i Heinävesi kommun, 18 km från Valamo kloster.
Några exempel på finsk-ortodoxa kyrkor är:
- Uspenskijkatedralen i Helsingfors
- Heliga apostlarna Petrus och Paulus kyrka i Torneå
- Tammerfors ortodoxa kyrka i Tammerfors
- Valamo nya kloster i Savolax
- Helige Nikolaus katedral i Kuopio
- Heliga Treenighetens katedral  i Uleåborg

### Andra länder

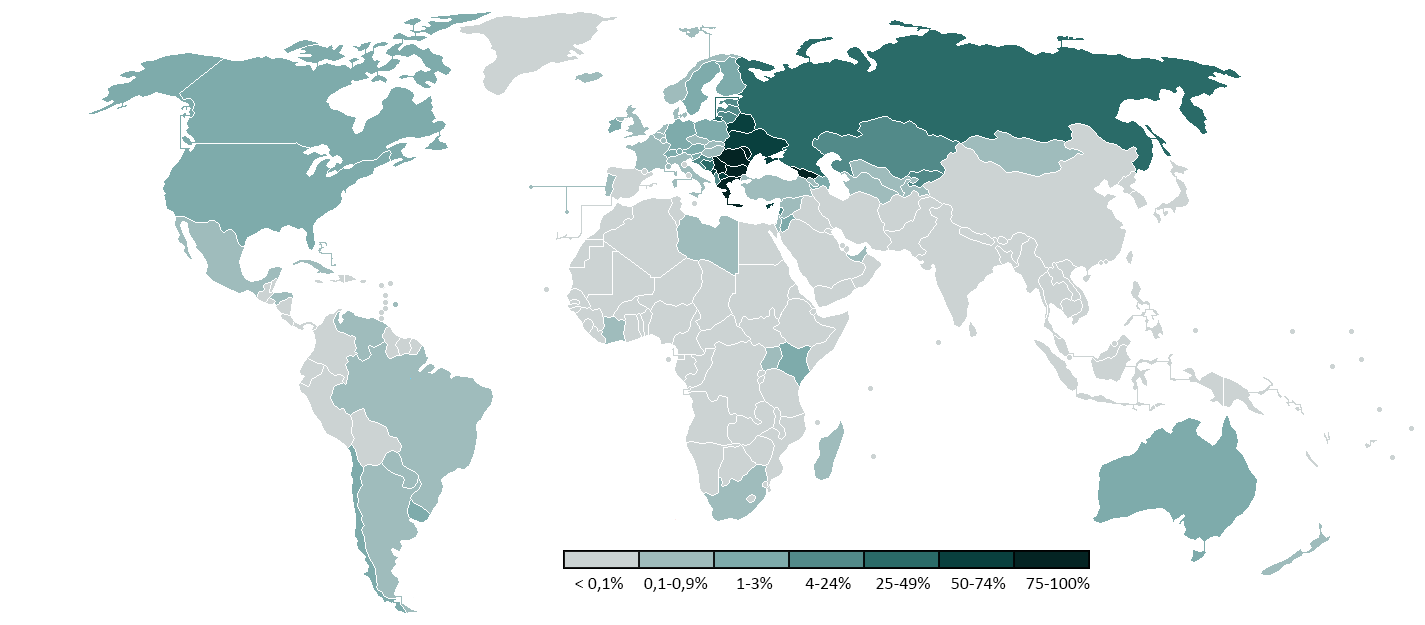
Karta över östortodoxa kyrkans utbredning i världen (2015).

Den östortodoxa kristendomen finns främst i Mellanöstern, länderna som tillhörde Sovjetunionen och Balkanländerna.
Ryssland är det land i världen som har flest östortodox befolkning. År 2024 fanns det 101,5 miljoner människor som bekännde sig till kyrkan, vilket var 72% av landets befolkning.
På Balkanhalvön är det Grekland som har flest östortodoxa kristna, till följd av Rumänien och Serbien (2024).

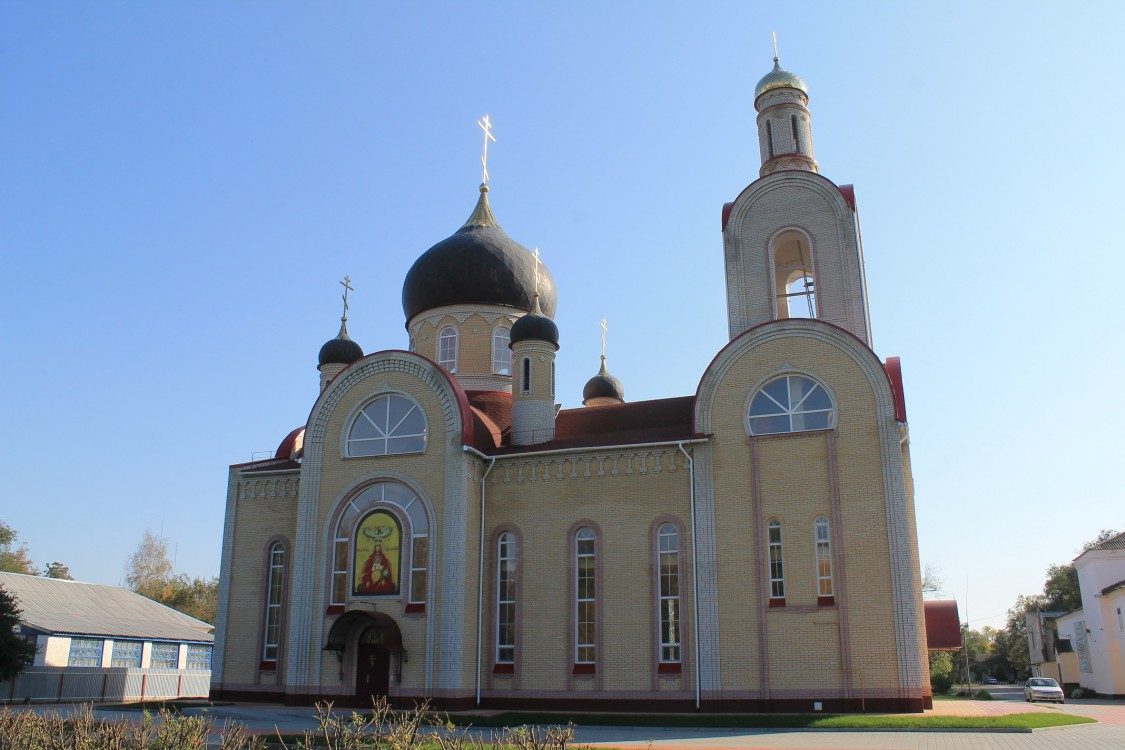
Tsesarevitj Aleksejs kyrka i Gorodovikovsk, Ryssland.

Exempel på östortodoxa kyrkor i andra länder är:
- Alexander Nevskij-katedralen i Łódź, Polen
- Alexander Nevskij-katedralen i Sofia, Bulgarien
- Folkets frälsnings katedral i Bukarest, Rumänien (som även är världens största och högsta östortodoxa kyrkobyggnad)
- Heliga Bebådelsens kyrka i Dubrovnik, Kroatien
- Heliga Treenighetens kyrka i Pireus, Grekland
- Helige Gregorios Palamas kyrka i Thessaloniki, Grekland
- Ryska federationens väpnade styrkors huvudkatedral i Kubinka, Ryssland
- Katedralen i Podgorica, Montenegro
- Kristus Frälsarens katedral i Banja Luka, Bosnien och Hercegovina
- Kristus Frälsarens katedral i Moskva, Ryssland
- Ostrog kloster i Danilovgrad, Montenegro
- Rilaklostret på Rilabergen, Bulgarien
- Sankt Andreas kyrka i Kiev, Ukraina
- Sankt Georgios kyrka i Istanbul, Turkiet
- Sankt Georgs kapell i Neiden, Norge
- Sankt Mikaelskatedralen i Kiev, Ukraina
- Heliga apostlarna Petrus och Paulus kyrka i Aranđelovac, Serbien
- Sankt Savas kyrka i Belgrad, Serbien
- Sveta Nedelja-kyrkan i Sofia, Bulgarien
- Sofiakatedralen i Kiev, Ukraina
- Tsesarevitj Aleksejs kyrka i Gorodovikovsk, Ryssland
- Uppståndelsekatedralen i Tirana, Albanien
- Vasilijkatedralen i Moskva, Ryssland

## Östortodoxa kyrkosamfund

### Autokefala kyrkor[45]
- Albansk-ortodoxa kyrkan
- Bulgarisk-ortodoxa kyrkan
- Cyperns kyrka

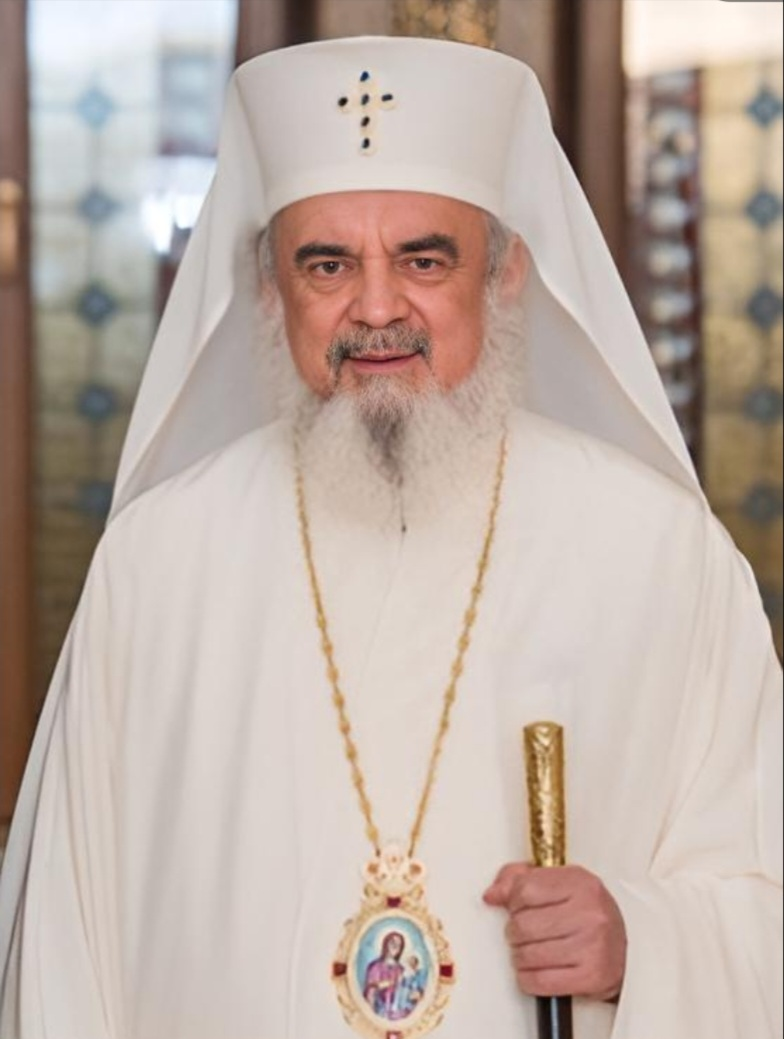
Daniel av Rumänien är Rumänsk-ortodoxa kyrkans patriark.

- Georgiska apostoliska, autokefala och ortodoxa kyrkan
- Grekisk-ortodoxa kyrkan i Alexandria
- Grekisk-ortodoxa kyrkan i Antiokia
- Grekisk-ortodoxa kyrkan av Jerusalem
- Greklands kyrka
- Konstantinopels ekumeniska patriarkat
- Makedoniska ortodoxa kyrkan
- Ortodoxa kyrkan i Amerika
- Ortodoxa kyrkan i Ukraina
- Polsk-ortodoxa kyrkan
- Rumänsk-ortodoxa kyrkan
- Rysk-ortodoxa kyrkan
- Serbisk-ortodoxa kyrkan
- Tjeckiska och slovakiska ortodoxa kyrkan

### Autonoma kyrkor[45]
- Belarusisk-ortodoxa kyrkan (Rysk-ortodoxa kyrkan)
- Estlands apostoliska ortodoxa kyrka (Konstantinopels ekumeniska patriarkat)
- Japansk-ortodoxa kyrkan (Rysk-ortodoxa kyrkan)
- Kinesisk-ortodoxa kyrkan (Rysk-ortodoxa kyrkan)
- Ortodoxa kyrkan i Finland (Konstantinopels ekumeniska patriarkat)
- Ortodoxa kyrkan i Sinai (Grekisk-ortodoxa kyrkan av Jerusalem)
- Rysk-ortodoxa kyrkan utanför Ryssland (Rysk-ortodoxa kyrkan)

### Kyrkor utanför gemenskap med ovanstående
- Abchazisk-ortodoxa kyrkan

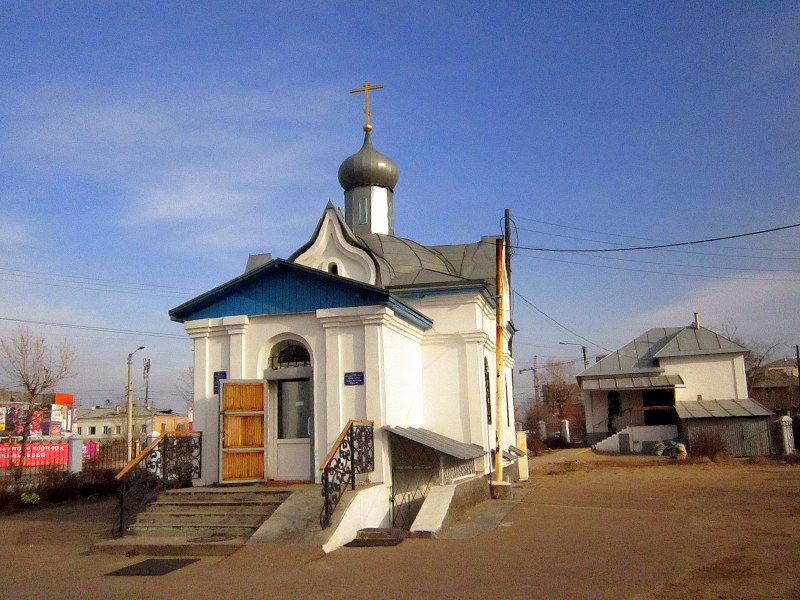
Den heliga stora martyren Barbaras kapell i Ulan-Ude, Ryssland tillhörande den ryska gammal-ortodoxa kyrkan.

- Belarusiska autokefala ortodoxa kyrkan
- Den sanna grekisk-ortodoxa kyrkan
- Gammaltroende
  - Gammal-ortodoxa kyrkan i Ryssland
  - Ortodoxa gammalrituella kyrkan
  - Ryska gammal-ortodoxa kyrkan
  - Rysk-ortodoxa gammalrituella kyrkan
  - Slavo-Georgiska gammal-ortodoxa kyrkan
- Montenegrinsk-ortodoxa kyrkan

### Ej längre existerande kyrkor
- Kiev-patriarkatet
- Ukrainska autokefala ortodoxa kyrkan

## Bilder

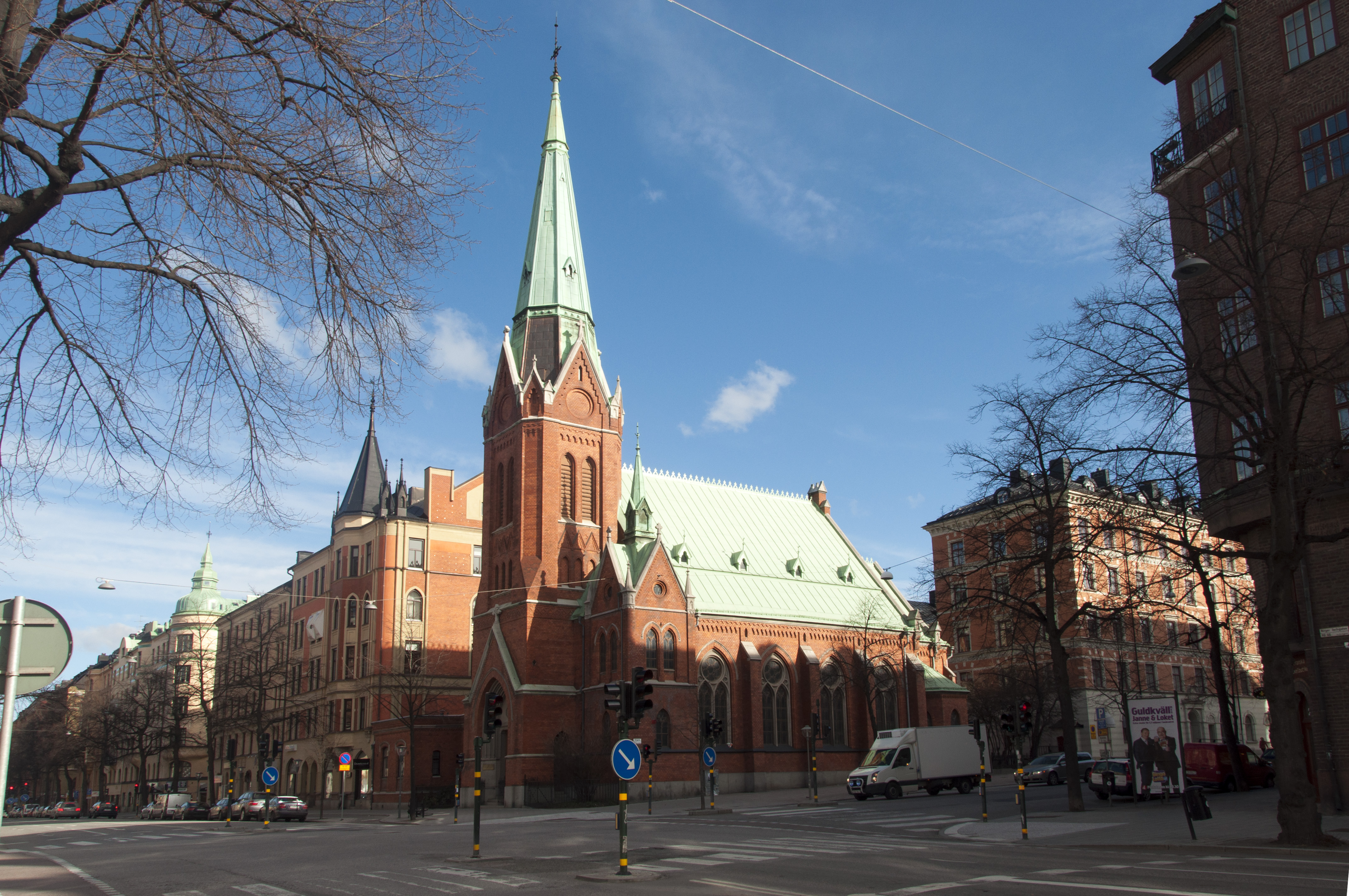
Sankt Georgios kyrka, en grekisk-ortodox kyrka på Östermalm, Stockholm.
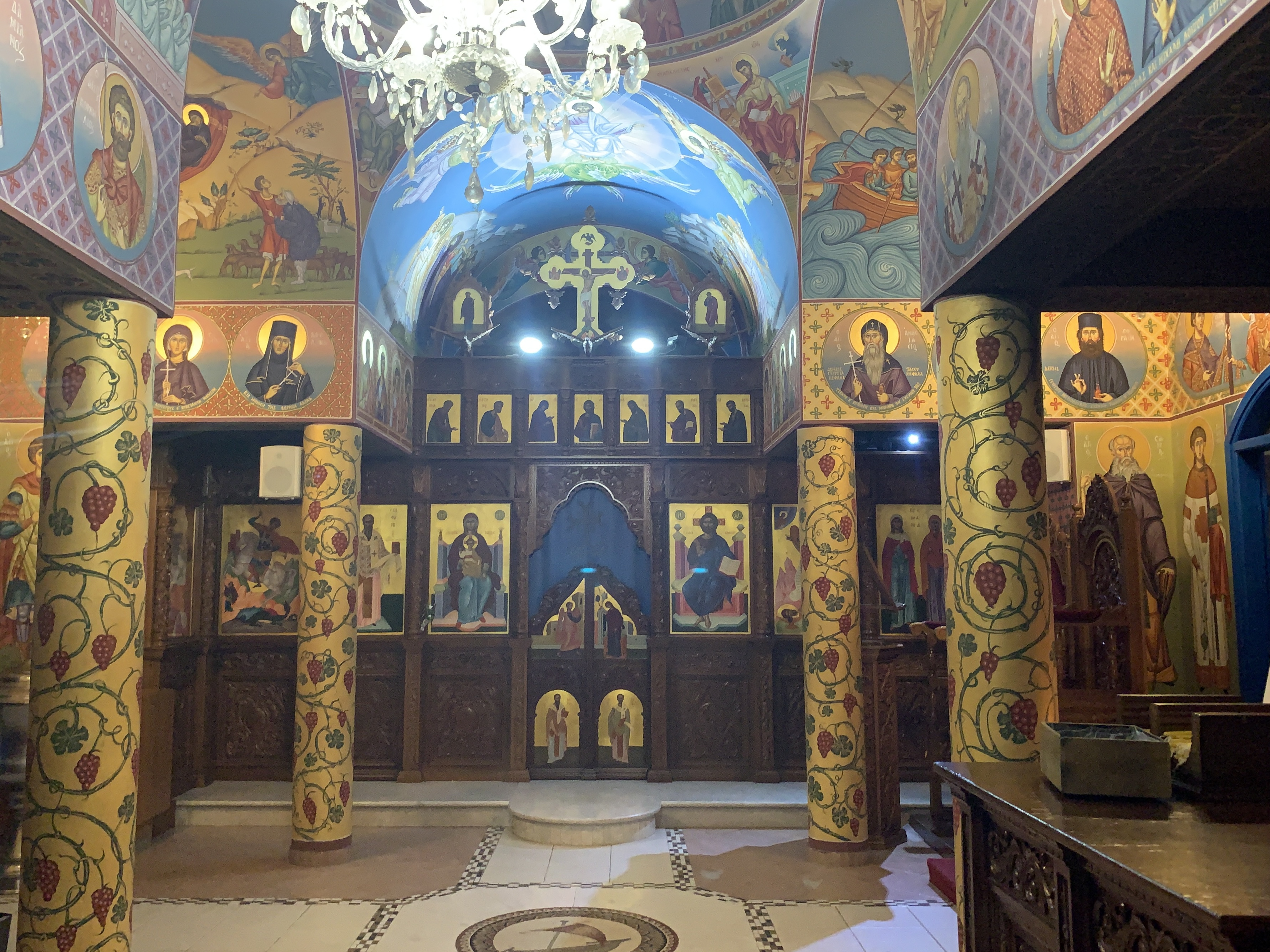
Interiören i Sankt Nikolai kapell i Paralimni, Cypern.
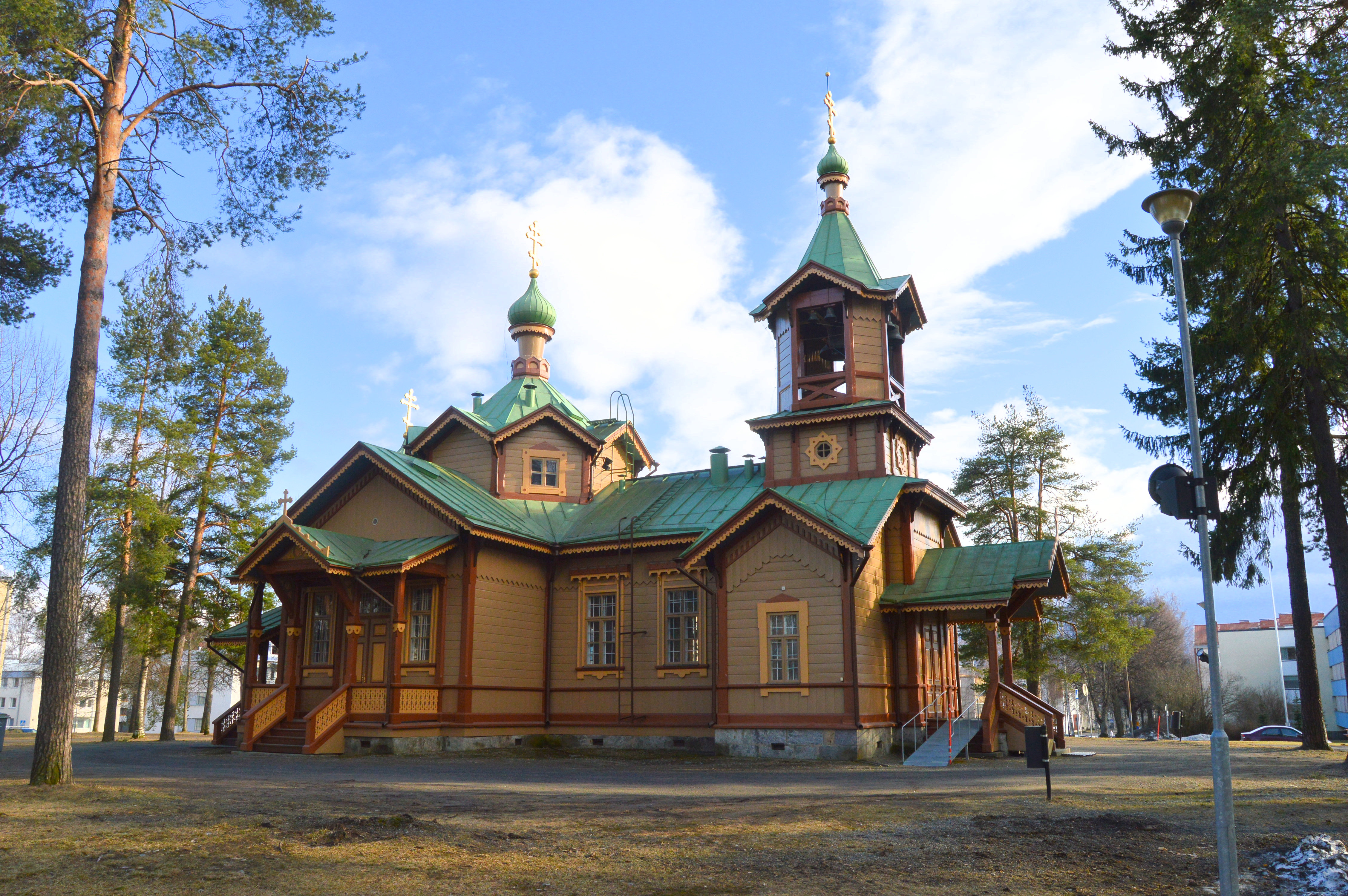
Sankt Nikolai kyrka i Joensuu, Finland.
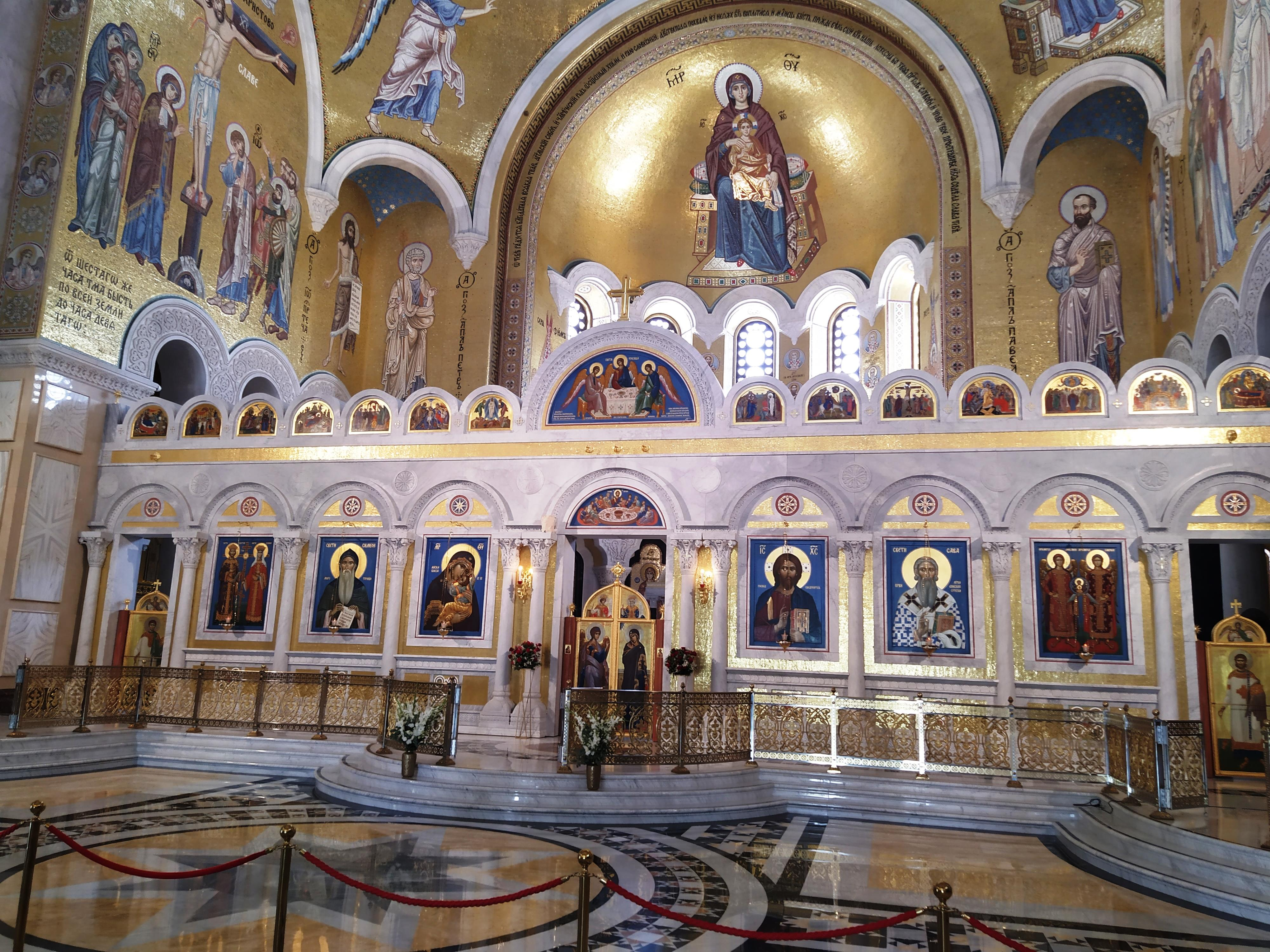
Ikonostas i Sankt Savas kyrka i Belgrad, Serbien.
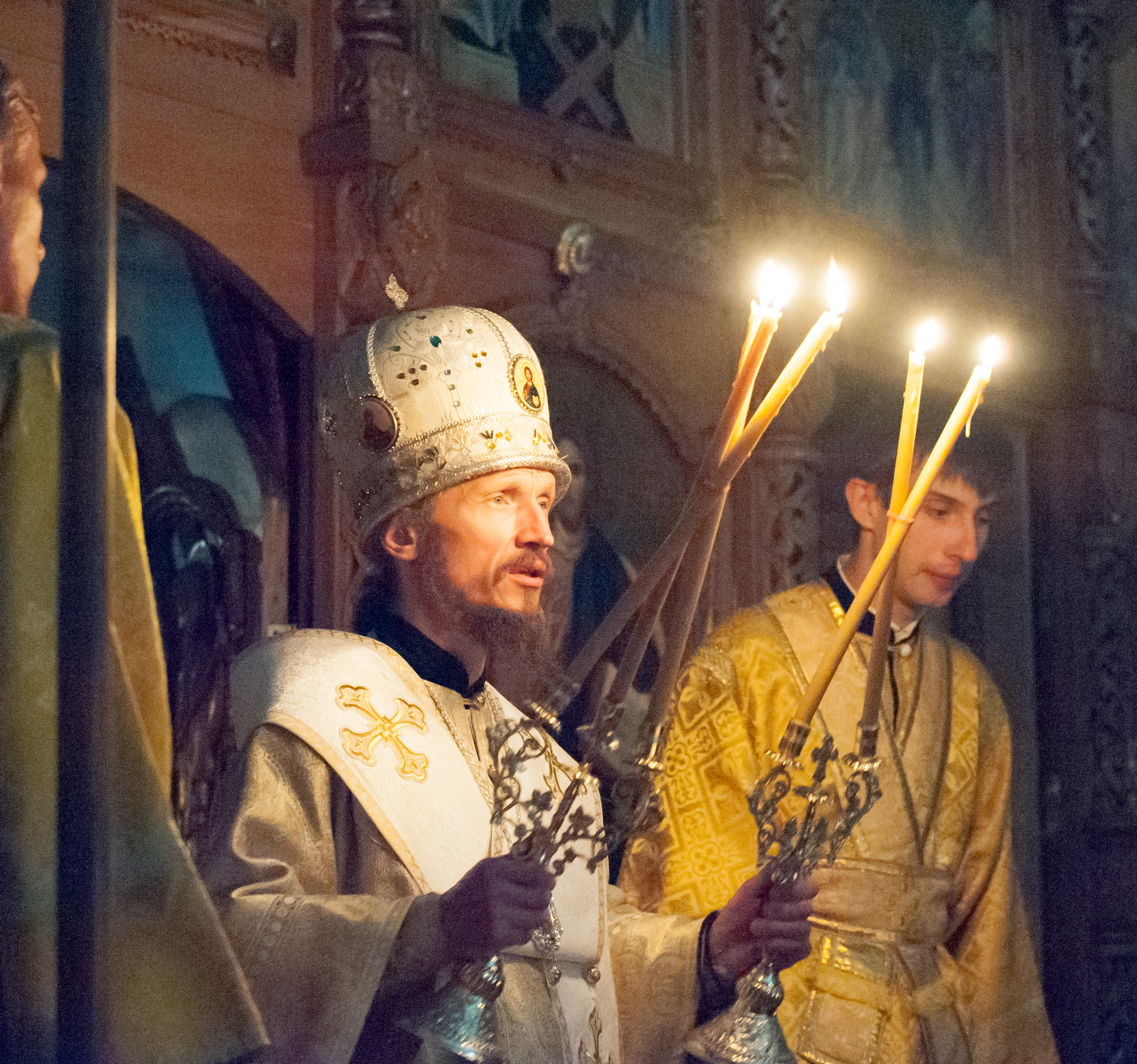
Benjamin Tupeko är Belarusisk-ortodoxa kyrkans överhuvud.
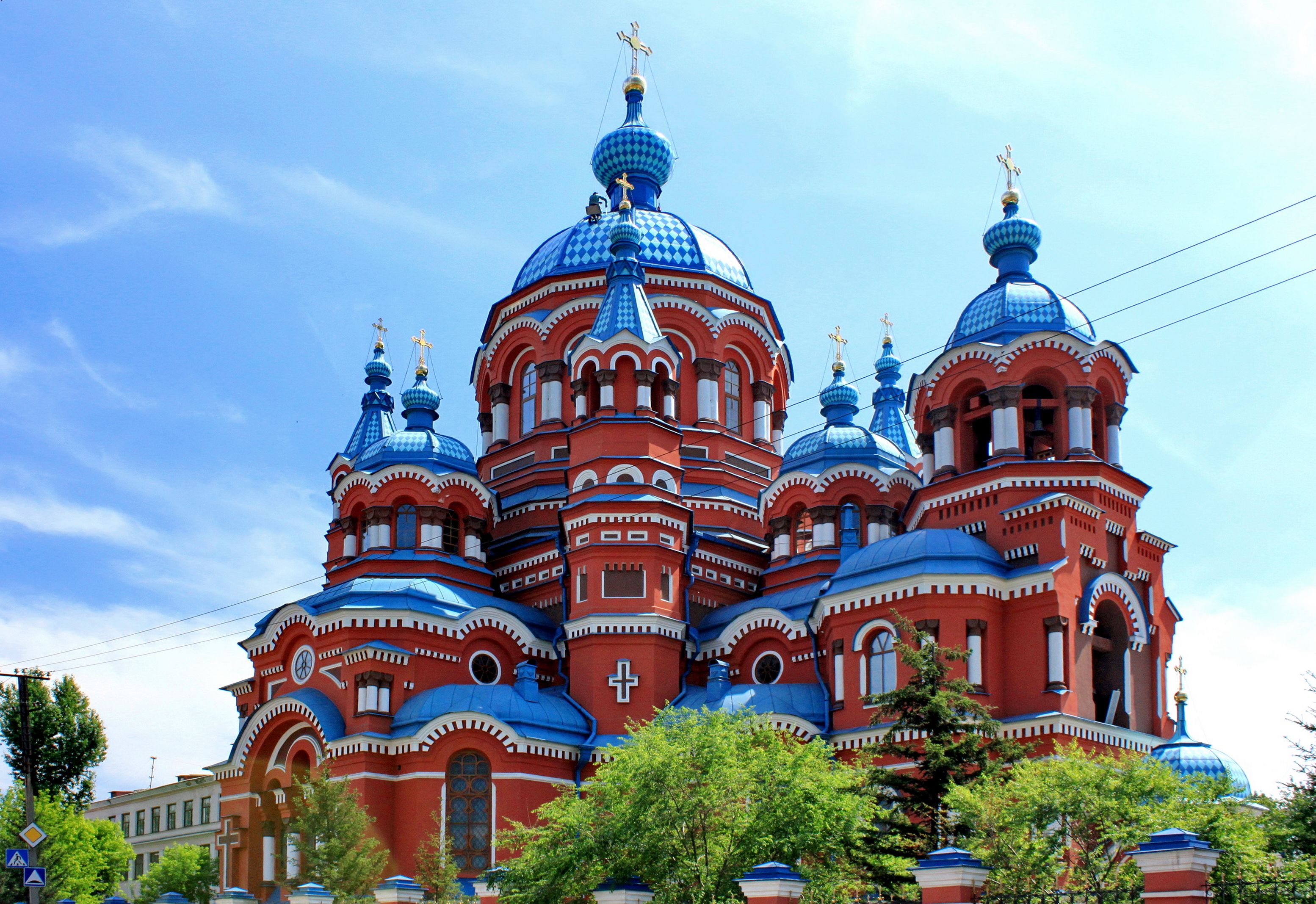
Kazankyrkan i Irkutsk, Ryssland.
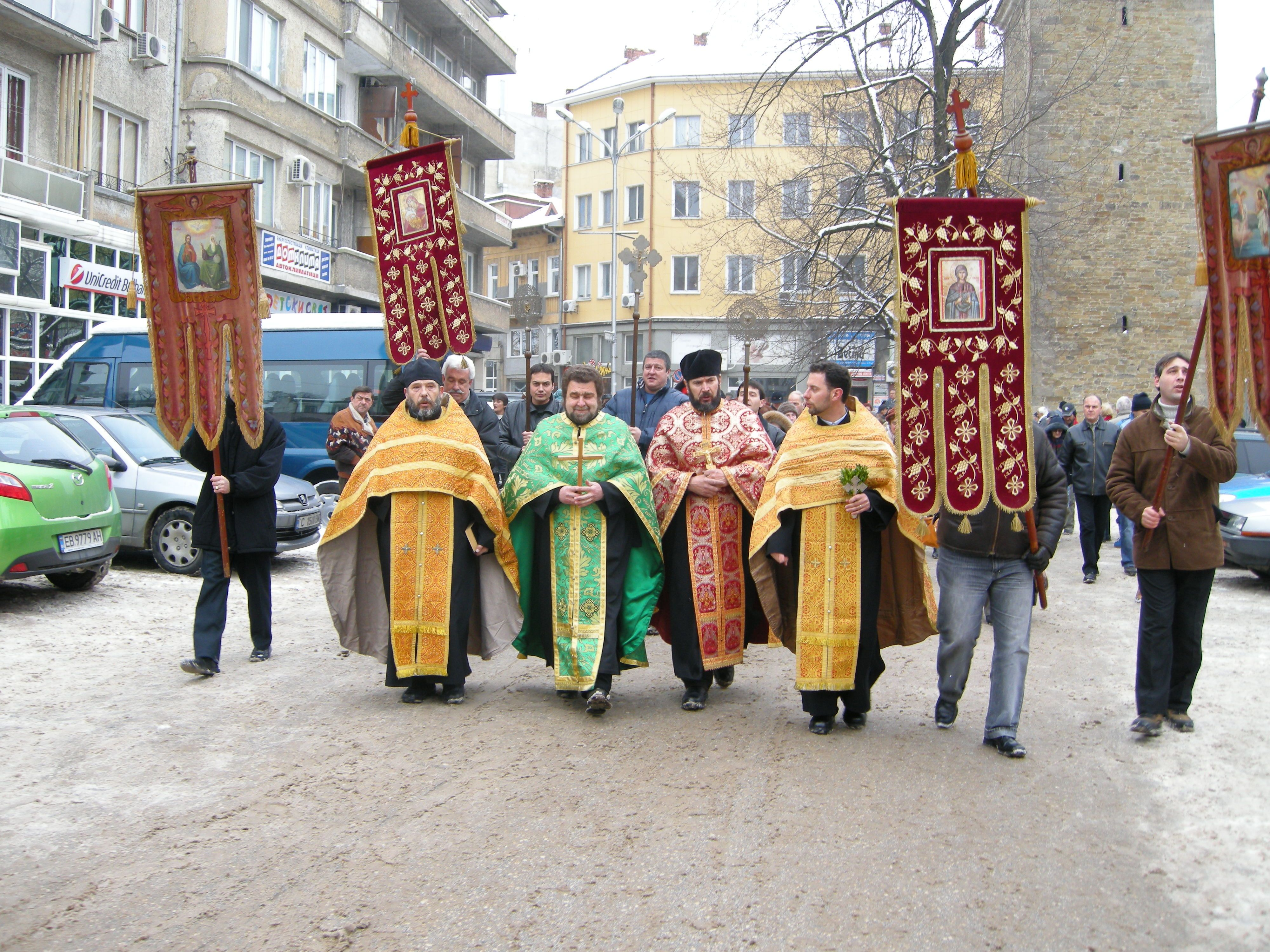
Procession i Gabrovo, Bulgarien.
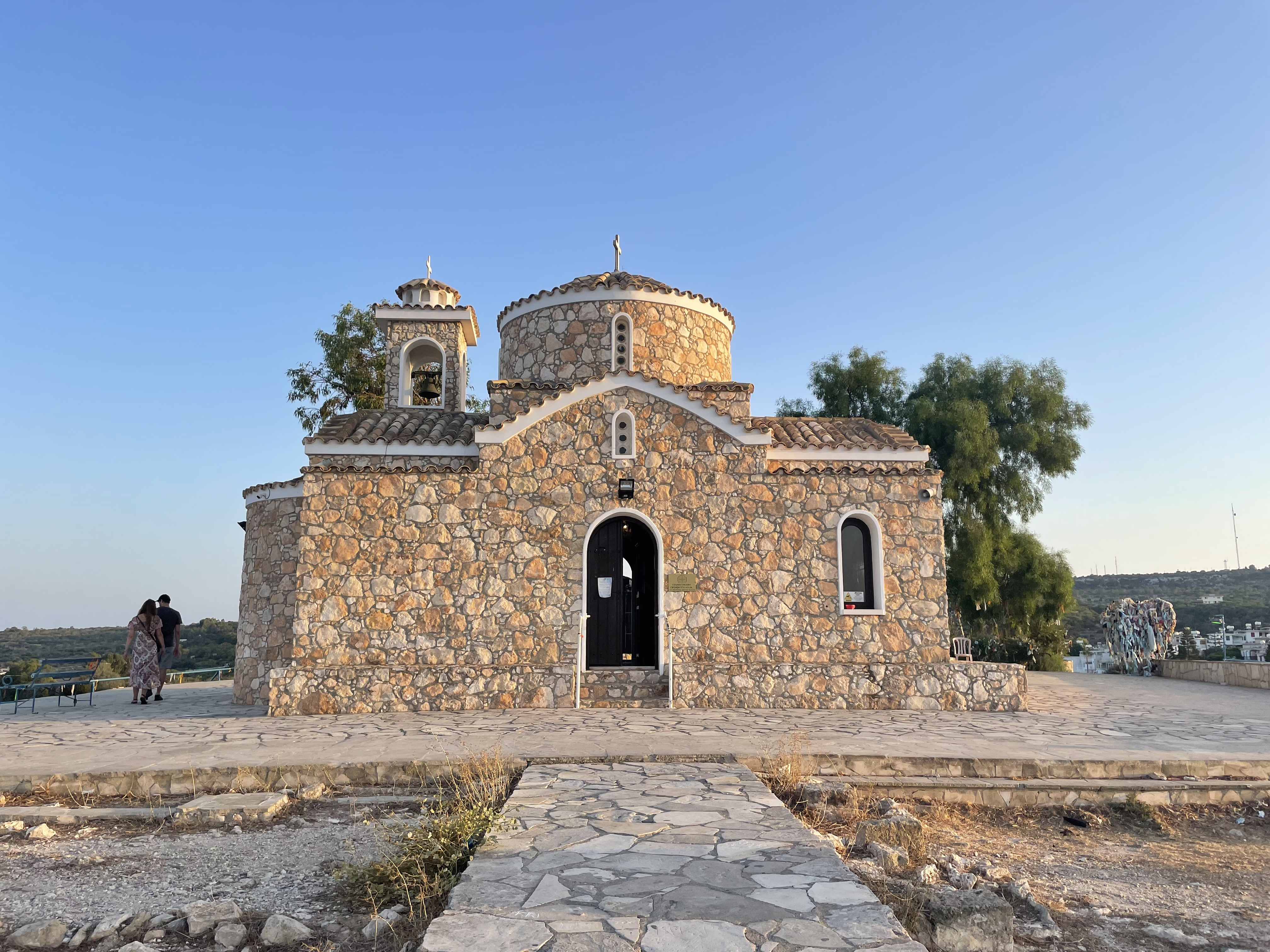
Profeten Elias kyrka i Protaras, Cypern.
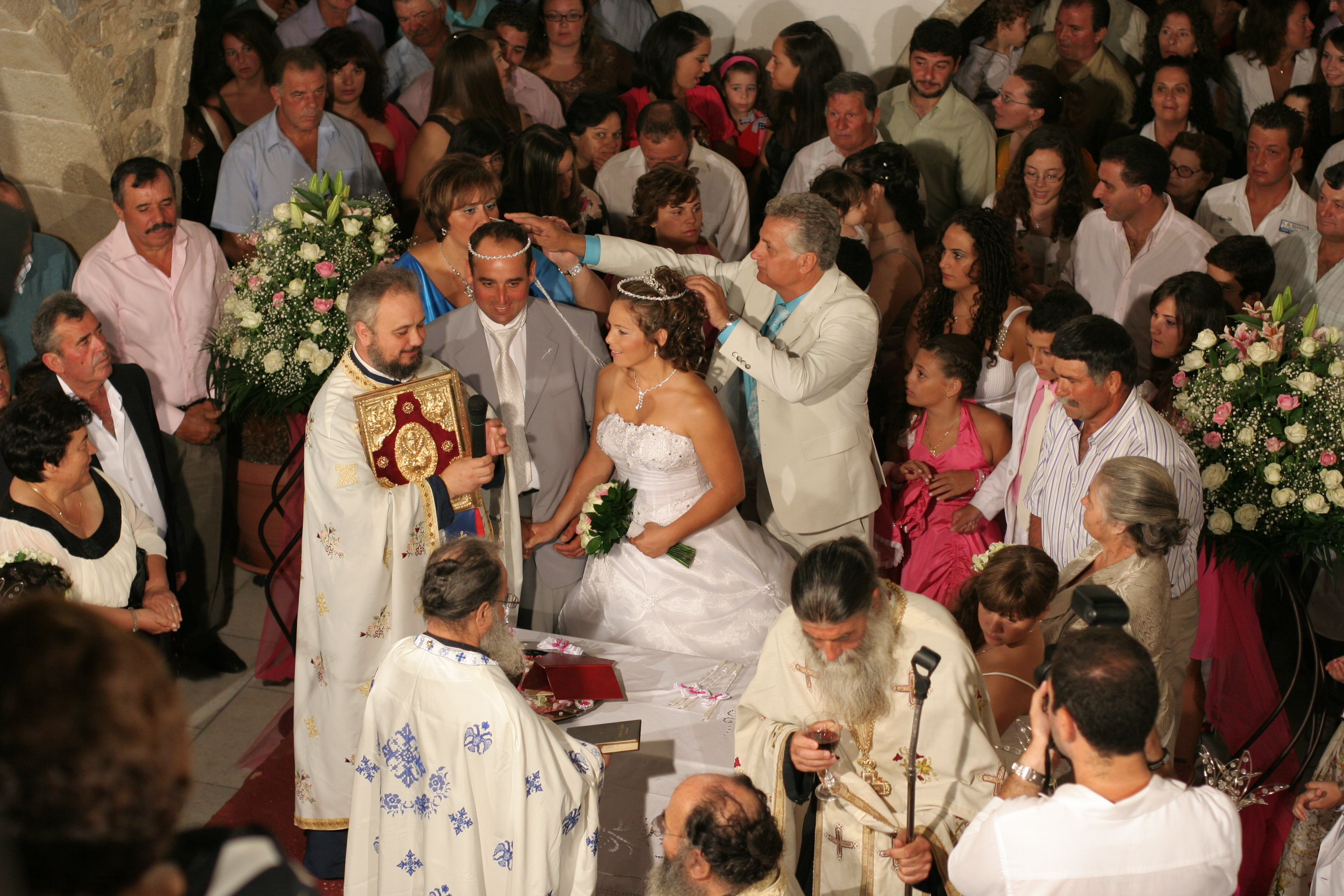
Grekisk-ortodoxt bröllop.
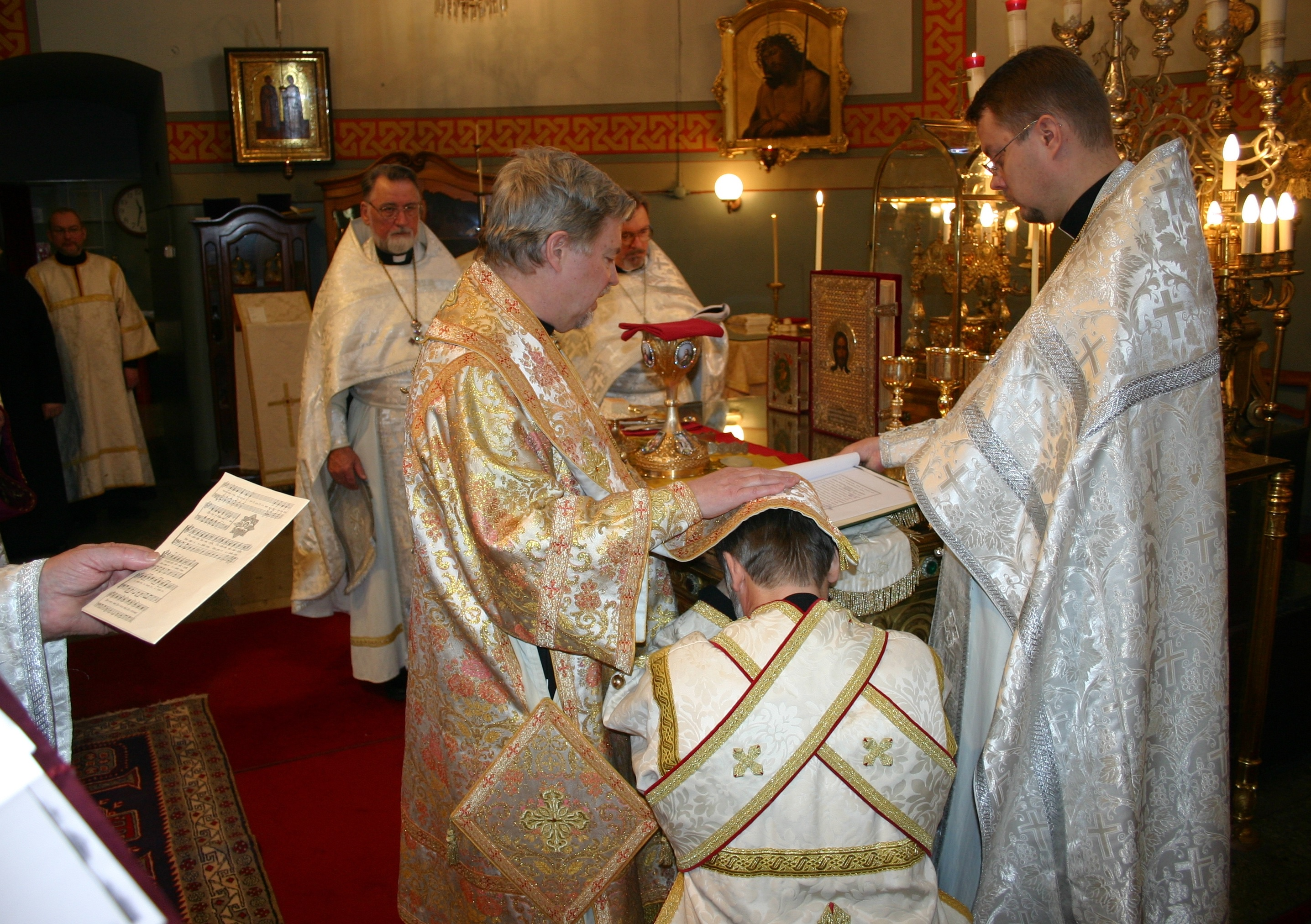
Östortodox subdiakon vigs till diakon.
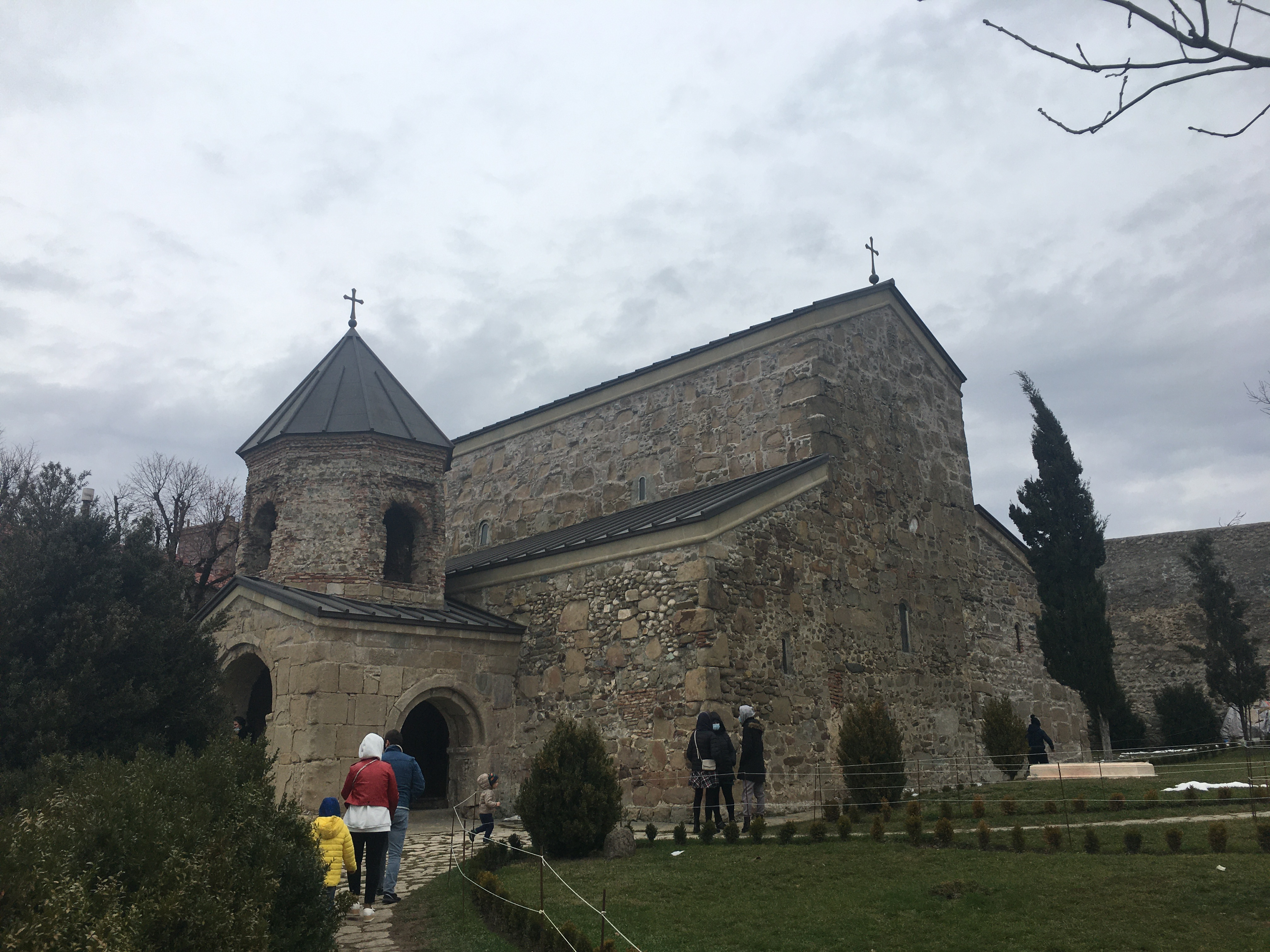
Zedazeniklostret i Mtscheta, Georgien.
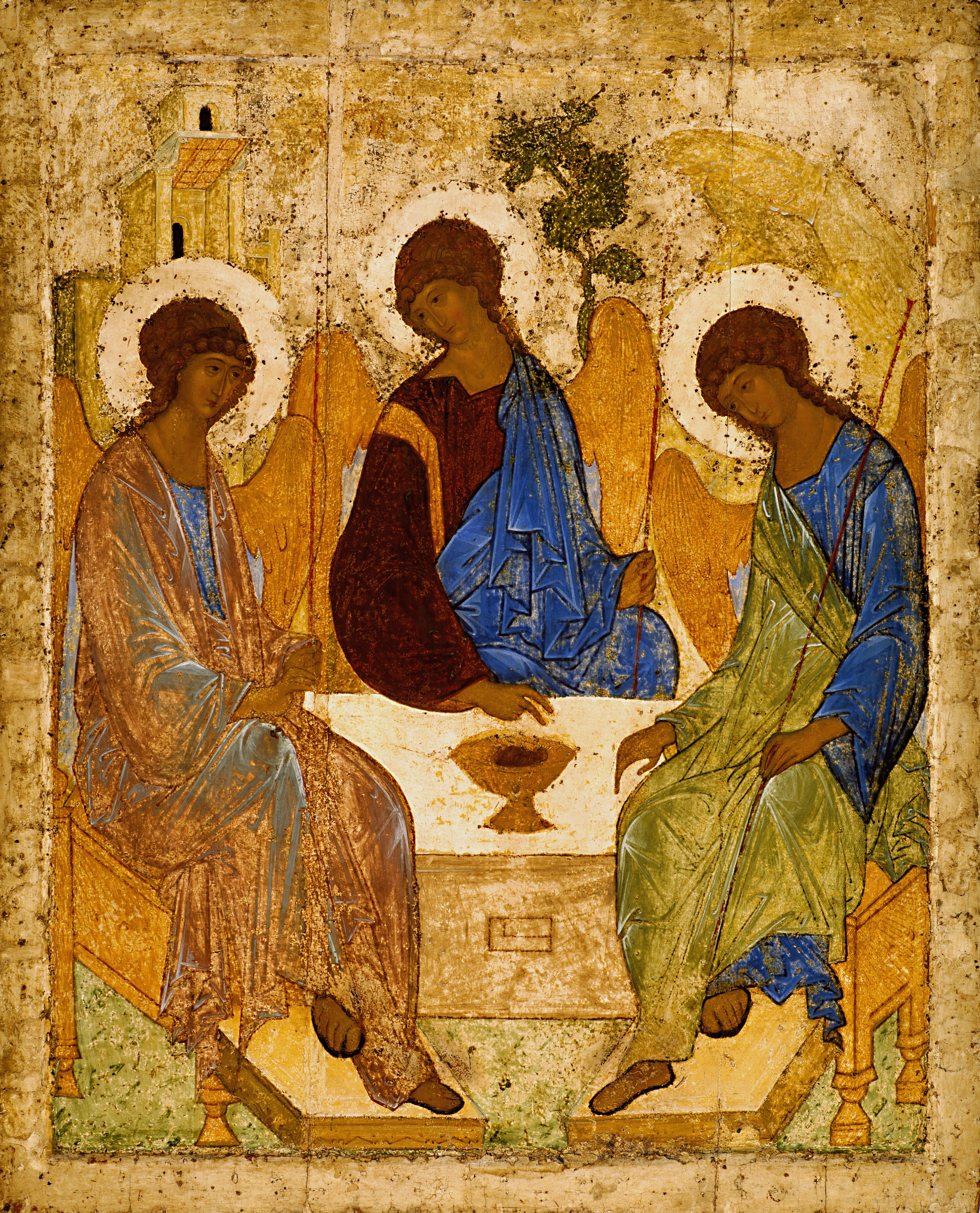
Ikon föreställande Treenigheten gjord av Andrej Rubljov.